# Moda Arad
Moda Arad este o companie producătoare de confecții din România.
Compania a fost înființată în anul 1959, având ca principal domeniu de activitate producția confecțiilor pentru femei.
Moda Arad este deținută în proporție de 92% de angajați, restul acțiunilor aparținând SIF Moldova.
Număr de angajați
- 2014: 300 [2]
- 2007: 680 [1]

Cifra de afaceri în 2006: 4 milioane euro.